# Psamathe (księżyc)
Psamathe (Neptun X) – księżyc Neptuna. Odkrył go 29 sierpnia 2003 roku zespół astronomów w składzie: Scott Sheppard, David Jewitt i Jan Kleyna, przy pomocy teleskopu Subaru na Hawajach. Księżyc uzyskał tymczasowe oznaczenie S/2003 N 1. Jego nazwa pochodzi od jednej z nereid w mitologii greckiej.
Psamathe krąży wokół Neptuna po mocno ekscentrycznej orbicie, której półoś wielka wynosi 46,7 miliona km, przeciwnie do kierunku obrotu planety wokół własnej osi (jest to tzw. orbita wsteczna). Jest jednym z najbardziej oddalonych od planety macierzystej księżyców w całym Układzie Słonecznym (dalej od niego krąży tylko inny księżyc Neptuna – Neso). Jedno okrążenie zajmuje Psamathe ok. 25 lat. Podobieństwo orbit Psamathe i Neso sugeruje, że mogły one powstać w wyniku rozpadu jednego większego księżyca miliardy lat temu.